# KIBID
Ки́ївська міжба́нківська ста́вка по́питу (англ. Kyiv Interbank Bid Rate, KIBID) — середньозважена відсоткова ставка за міжбанківськими кредитами, що потребують банки, на різний час у двох валютах на українському міжбанківському ринку.

## Розрахунок KIBID
Запроваджена 1997 року інформаційно-аналітичним агентством «Гроші та світ». Розрахунок проводився на основі даних 6-21 комерційного банку, для двох валют та семи часових проміжків.

## Валюти розрахунку
KIBID ставка вираховується для таких валют:
- долар США
- гривня

## Часові проміжки розрахунку
- O\N (overnight — «кредити на ніч»)
- доба
- тиждень
- два тижні
- місяць (30 днів)
- два місяці (60 днів)
- три місяці (90 днів)